# Tipula subvernalis
Tipula subvernalis är en tvåvingeart som beskrevs av Alexander 1927. Tipula subvernalis ingår i släktet Tipula och familjen storharkrankar. Inga underarter finns listade i Catalogue of Life.